# Робб Флинн
Робб Флинн (англ. Robb Flynn), имя при рождении Ло́уренс Мэ́ттью Ка́рдайн (англ. Lawrence Matthew Cardine; род. 19 июля 1967, Окленд, Калифорния) — американский музыкант, гитарист-вокалист грув-метал-группы Machine Head.

## Биография
Флинн основал трэш-метал группу Forbidden (первоначально Forbidden Evil) в последний год обучения в American High School (Фримонт, Калифорния). Он играл в этой группе в период с 1985 по 1987 год и написал четыре песни, которые появились на дебютном альбоме группы: «Chalice Of Blood», «Forbidden Evil», «As Good As Dead» и часть «March Into Fire», но покинул коллектив ещё до выхода альбома, чтобы стать гитаристом другой местной группы, Vio-lence.
После ухода из Vio-lence Флинн вместе с Адамом Дьюсом создал грув-метал группу Machine Head, дебютный альбом которой Burn My Eyes получил высокие оценки критиков и разошёлся по миру в количестве, превышающем 500 000 экземпляров. В составе Machine Head он записал десять полноформатных альбомов, два концертных альбома и более десятка синглов. Помимо вокала, он исполняет в группе партии соло и ритм-гитары.
С 2003 года Флинн ведет дневник на сайте группы, в котором описывает все происходящее с ним и с группой.
В январе 2005 Флинн был выбран в качестве одного из четырёх капитанов команд для проекта Roadrunner United, приуроченного к 25-й годовщине Roadrunner Records. Флинн написал несколько песен и спел в дуэте с Говардом Джонсом из Killswitch Engage в песне «The Dagger».
Флинн дважды удостаивался премии журнала Metal Hammer. В 2007 году он получил «Golden God Award», а в 2012 году звание «Riff Lords».
Флинн периодически устраивает сольные акустические концерты, на которых исполняет песни Machine Head («Davidian», «Now I Lay Thee Down», «Descend The Shades Of Night»), а также кавер-версии композиций известных групп. В память о Дебби Эбоно (Debbie Abono) и Ронни Джеймсе Дио он записал и выпустил кавер-версию песни Die Young группы Black Sabbath.

### Личная жизнь
Музыкант женат и имеет двух сыновей.

## Дискография

### Vio-lence
- Eternal Nightmare (1988)
- Oppressing the Masses (1990)

### Machine Head
- Burn My Eyes (1994)
- The More Things Change... (1997)
- The Burning Red (1999)
- Supercharger (2001)
- Through the Ashes of Empires (2003)
- The Blackening (2007)
- Unto the Locust (2011)
- Bloodstone & Diamonds (2014)
- Catharsis (2018)
- Of Kingdom and Crown (2022)